# 萬達·奧布耶德科娃
萬達·謝苗尼芙娜·奧布耶德科娃（烏克蘭語：Ванда Семенівна Об'єдкова；1930年12月8日—2022年4月4日），烏克蘭猶太人，在納粹大屠殺期間匿藏于马里乌波尔的地下室幸存，并在2022年俄羅斯全面入侵烏克蘭期间死于同一間地下室。

## 生平
奧布耶德科娃1930年12月8日出生于烏克蘭東部城市马里乌波尔，該市在當時位於蘇聯的統治下。
1941年10月，隨著城市被德国军队占领，犹太人开始被围捕，当时她只有10岁。很快，党卫队就来到了奧氏的家中，带走了旺达的母亲玛丽亚，奧氏躲在地下室里躲过了逮捕。同年10月20日，黨衛軍枪杀了约16,000名居住在马里乌波尔的犹太人，其中包括奧氏全家。后来，奧氏還是被抓获，但奧氏设法冒充成希腊妇女逃脱。後來，奧氏的父亲将她安置在医院，奧氏在一直住在那里，直至1943年蘇軍登陸並收復馬里烏波爾為止 。
1954年，奧布耶德科娃在日丹诺夫（今马里乌波尔）结婚，她在家鄉馬里烏波爾度过了一生。近年来，她与女儿拉里莎住在一起。 1998年，奧氏向基金会详细讲述了她在大屠杀期间的生活和经历。奧氏和她的家人积极参与马里乌波尔當地犹太社区的哈巴德活動，他們喜欢庆祝犹太节日，其中就包括逾越節。
2014年顿巴斯战争打得最激烈时，奧氏和她的家人以及當地部分的犹太人一起撤离到北部城市日托米爾，當地的战斗停止后，他们回到了家鄉。2022年3月上旬，俄罗斯已經开始全面入侵乌克兰約一至兩個禮拜左右，奧氏和家人来到附近的地下室躲避俄軍炮火，他们的房子和财产都因炮击而被烧毁。奧氏在1998年錄製的納粹大屠杀采访录音带也一并丢失，但南加州大学大屠杀基金会重新发现了一份副本，并于2022年4月26日发布在其YouTube頻道上。在入侵的七个星期里，他们饱受缺电缺暖氣缺水之苦。要外出取水就要冒被炮襲的風險外，还必须躲過附近俄軍狙击手的視綫。在地下室期間奧氏病得很重，无法行走，这段时间唯一的帮助是犹太教堂提供的，据拉里萨说，即使在苏德战争期间，她的母亲也不记得有任何类似的事情。

### 逝世
奥布耶德科娃于2022年4月4日在马里乌波尔家的地下室去世，享年91岁。80年前，她同樣在該處躲避纳粹的屠殺。母亲去世后，女兒拉里莎和丈夫冒着生命危险，在炮火下將奧氏埋葬於亚速海附近的公园，然后疏散城市至安全地点。因馬里烏波爾已被俄罗斯军队包圍，与外界的联系完全被切断，奧氏的死讯直到4月20日才被奧斯威辛-比克瑙國家博物館得知。奧氏成为继鲍里斯·罗曼琴科之后第二位在纳粹占领下幸存卻在俄罗斯全面入侵期间死亡的乌克兰公民；她的經歷及死亡引起了世界媒体的广泛关注。

## 外部鏈接
- . Меморіальний центр Голокосту «Бабин Яр».